# Dennis Ross
Dennis Alan Ross (Lakeland, 18 ottobre 1959) è un politico statunitense, membro della Camera dei Rappresentanti per lo stato della Florida dal 2011 al 2019.

## Biografia
Ultimo di cinque figli, Ross frequentò l'Università della Florida e successivamente lavorò come consulente per il Walt Disney World Resort. In seguito aprì uno studio legale privato che gestì per circa vent'anni.
Nel frattempo Ross entrò attivamente in politica con il Partito Repubblicano e dopo alcuni incarichi a livello locale, nel 2000 venne eletto all'interno della legislatura statale della Florida occupando il seggio lasciato vacante da Adam Putnam.
Nove anni dopo Ross si candidò alla Camera dei Rappresentanti, ancora una volta per un seggio lasciato da Putnam, riuscendo ad essere eletto anche stavolta. Due anni dopo Ross cambiò distretto congressuale e venne eletto senza opposizione. Fu riconfermato per altri due mandati negli anni successivi, finché nel 2018 annunciò il proprio ritiro e lasciò il Congresso.